# Julie Carmen
Julie Carmen és una actriu estatunidenca nascuda el 4 d'abril de 1954  a Millburn, Nova Jersey.

## Biografia
De ascendència espanyola i cubana, Julie Carmen en principi va ser ballarina, abans de destacar en un paper al film Gloria, dirigit per John Cassavetes i pel qual va ser nominada la millor actriu secundària en el Festival de Venècia. Té a continuació una carrera al cinema i a la televisió, rodant entre d'altres sota la direcció de Robert Redford (Milagro) o John Carpenter (La Antre de la bogeria). Treballa més tard igualment com a psicoterapeuta.

## Filmografia
Les seves pel·lícules més destacades són:
- 1980: Lou Grant (Sèrie de televisió): Teresa Davis
- 1980: Night of the Juggler de Robert Butler: Maria
- 1980: Gloria: Jeri Dawn
- 1981: Three Hundred Miles for Stephanie (TV): Rosa Sanchez
- 1981: Nero Wolfe (Sèrie de televisió): Lydia Proctor
- 1981: She's in the Army Now (TV): Pvt. Yvette Rios
- 1981: Fire on the Mountain, telefilm de Donald Wrye: Cruza Peralta
- 1982: Cassie & Co. (Sèrie de televisió): Sheila
- 1982: McClain's Law (Sèrie de televisió)
- 1982: Cagney i Lacey (Sèrie de televisió): Carmen
- 1982: Comeback: Tina
- 1982: Der Mann auf der Mauer: Viktoria
- 1983: Last Plane Out: Maria Cardena
- 1983: Remington Steele (Sèrie de televisió): Gina Barber
- 1983: Condo (Sèrie de televisió):[3] Linda Rodriguez
- 1984: Hooker (Sèrie de televisió): Julia Mendez
- 1984: Jessie (Sèrie de televisió)
- 1984: Who's the Boss? (Sèrie de televisió): Teresa
- 1984: Matt Houston (Sèrie de televisió): Fran
- 1984: Highway to Heaven (Sèrie de televisió): Elena Simms
- 1985: Airwolf (Sèrie de televisió): Teresa Guzman
- 1985: Fame (Sèrie de televisió): Diane Petit
- 1985: The Twilight Zone (Sèrie de televisió): Mary Ellen Bradshaw (segment Wish Bank)
- 1985: Hotel (Sèrie de televisió): Teresa Cruz
- 1985: Falcon Crest (fulletó TV): Sofia Stavros
- 1986: Blue City: Debbie Torres
- 1988: The Milagro Beanfield War: Nancy Mondragon
- 1988: Beauty and the Beast (Sèrie de televisió): Luz Corrales
- 1988: The Penitent: Corina
- 1988: Lovers, Partners & Spies: Madonna
- 1988: Fright Night Part 2): Regine Dandridge
- 1988: Police Story: Burnout (TV): Kathy
- 1989: The Neon Empire (TV): Miranda
- 1989: The Last Plane from Coramaya (vídeo)
- 1989: Paint It Black: Gina Bayworth
- 1989: Gideon Oliver (Sèrie de televisió): Carlotta Guzman
- 1989: Billy the Kid (TV): Celsa
- 1989: Manhunt: Search for the Night Stalker (TV): Pearl Carrillo
- 1990: Dream On (Sèrie de televisió): Nina Ferrara
- 1991: Kiss Me a Killer de Marcus DeLeon: Teresa
- 1991: Finding the Way Home (TV): Elena
- 1991: Cold Heaven: Anna Corvin
- 1992: Drug Wars: The Cocaine Cartel (TV): Jutge Sonia Perez-Vega
- 1993: Curacao (TV): Julia
- 1994: Seduced by Evil (TV): Rayna
- 1994: In the Mouth of Madness: Linda Estils
- 1995: The Omen (TV): Rita
- 1995: Diagnosis Murder (Sèrie de televisió): Moriah Thomas
- 1995: Urgències (ER) (Sèrie de televisió): Mrs. Lafferty
- 1996: África: Isabel
- 1997: True Women (TV): Cherokee Lawshe
- 1998: Gargantua (TV): Dr. Alyson Hart
- 1999: NYPD Blue (Sèrie de televisió): Nydia
- 1999: Touched by any Angel (Sèrie de televisió): Elisa
- 2000: City of Angels (Sèrie de televisió): Infermera Vanessa Medina
- 2000: The Expendables (TV): Jackie
- 2000: King of the Jungla: Mona
- 2004: Killer Snake: Veronica
- 2005: Angels with Angles: Graciella
- 2007: Illegal Tender: Nilsa
- 2007: The Butcher: Rosa
- 2008: Shine On: Angela